# Politeknik Negeri Padang
Politeknik Negeri Padang – indonezyjska państwowa uczelnia techniczna w mieście Padang (prowincja Sumatra Zachodnia). Została założona w 1985 roku.